# Yanadi
Yanadi, tamnoputi narod, niskoga rasta, naseljen u distriktima Nellore i Chittoor u indijskoj državi Andhra Pradesh. Yanadi govore dijalektom jezika telugu koji se također zove yanadi ili yenadi, dravidska porodica. Sastoje se od dvije lokalne skupine Manchi Yanadi i Challa Yanadi. 

## Vanjske poveznice
- Koduru village  Arhivirana inačica izvorne stranice od 16. siječnja 2012. (Wayback Machine)